# Ildefonso Falcones
Ildefonso Falcones de Sierra (* 1959 v Barcelona) je španělský právník specializující se na občanské právo a autor historických románů Katedrála moře, Ruka Fátimy, Bosá Královna a  nejnověji Malíř duší. Momentálně je nejpřekládanějším španělským autorem v zahraničí – jeho dvou předcházejících románů se prodalo více než 8 miliónů výtisků ve více než 43 zemích a získal za ně mnoho prestižních ocenění. Je ženatý a má čtyři děti.

## Katedrála moře
Román je zasazený do středověké Barcelony. Jde o životní příběh Arnaua Estanyola, který se z nevolníka stal baronem a dosáhl velkého úspěchu, dokud nezasáhla všemocná inkvizice. Kulisou příběhu je stavba skutečného kostela Santa Maria del Mar.
Kniha se stala bestsellerem – ve Španělsku dosáhla 1,5 miliónu prodaných výtisků a na prvním místě žebříčku bestselerů se držela 13 měsíců. Byla přeložena do třiceti jazyků.

## Díla
- FALCONES, Ildefonso. Katedrála moře. Překlad Lada Hazaiová. Praha: Argo, 2008. 533 s. ISBN 978-80-257-0012-9. 'Catedral del mar'.
- FALCONES, Ildefonso. Ruka Fátimy. Překlad Jana Novotná. Praha: Argo, 2010. 678 s. ISBN 978-80-257-0288-8. 'Mano de Fátima'.
- FALCONES, Ildefonso. Bosá královna. Překlad Jana Novotná. Praha: Argo, 2013. 557 s. ISBN 978-80-257-0945-0. 'Reina descalza'.
- FALCONES, Ildefonso. Malíř duší. Překlad Lenka Malinová. Praha: Argo, 2021. 574 s. ISBN 978-80-257-3555-8. 'El Pintor de Almas'.